# Choerodon jordani
 Choerodon jordani és una espècie de peix de la família dels làbrids i de l'ordre dels perciformes.

## Morfologia
Els mascles poden assolir els 17 cm de longitud total.

## Distribució geogràfica
Es troba des de les Illes Ryukyu fins a Austràlia Occidental, la Gran Barrera de Corall, Samoa i Tonga.